# Ca l'Andal (Badalona)
Ca l'Andal (deformació d'Eudald) és una masia del barri de Bufalà, catalogada com a bé cultural d'interès local. Es troba a tocar de la riera de Canyet, actualment avinguda de Martí Pujol, i de l'antic camí que duia al veïnat de Pomar.

## Història
Com d'altres masies, està edificada sobre un assentament agrícola romà, i en aquest indret s'hi van trobar diverses àmfores de vi. A l'edat mitjana s'hi recollia el delme que la parròquia de Santa Maria de Badalona recaptava en nom de la pabordia del mes de maig la catedral de Barcelona, habitualment en forma de productes agrícoles, que eren desats als cellers i magatzems de la masia. Aquesta tasca la va deixar d'acomplir el 1686, quan es va acabar de construir la rectoria nova al carrer de Dalt, anomenat també de la Mongia, a l'actual barri de Dalt de la Vila. Aquesta construcció va substituir la casa delmera com a dependència rectoral ja que quedava a tocar de l'església, mentre que a finals de segle xvii Ca l'Andal quedava una mica retirat del nucli urbà.
Va continuar essent un bé eclesiàstic fins a la desamortització de Mendizabal (1836), i, per exemple, els graners van ser utilitzats per a representacions teatrals com els Els Pastorets, ja que llavors a Badalona no hi havia un lloc adequat. El 1841 va ser subhastada i adquirida pel químic i farmacèutic Eudald Comià i Font (1785-1848), originari de Sant Martí d'Albars, que la va convertir en la seva residència particular, i a partir d'aquest moment, va ser coneguda amb el nom actual. Des del 1825, Comià i els seus socis havien instal·lat a Badalona la fàbrica de sulfats Casanova i Cia, coneguda popularment com «el Vidriol», i que, casualment, estava situada a la mateixa riera de Canyet, davant de Ca l'Andal.
A la mort de Comià, s'hi va traslladar a viure el seu gendre, el també farmacèutic i químic Francesc Agell i Martí, que va encarregar-se també de la fàbrica i, a més, va ser alcalde de Badalona entre 1848 i 1849. Després de traslladar la fàbrica fora de Badalona i de quedar-se vidu, vers 1879 es va vendre les propietats.
La masia va ser dividida en diversos habitatges durant el segle xx, i van arribar a viure-hi fins a set famílies alhora. Paral·lelament, a començaments del 1940 s'hi va bastir darrere un edifici industrial dedicat a foneria,
El 1984, la masia va ser declarada com a BCIL. El 1996, va ser tancada i va quedar sense ús, fins que el 2008, la va comprar l'Ajuntament de Badalona.

## Descripció
És un edifici de planta rectangular i tres crugies. Consta de planta baixa, pis i golfes i teulada a quatre vessants. Possiblement, les façanes van ser reformades al segle xviii, perquè a la dovella central de l'entrada principal hi ha gravada la data de 1733.
A l'interior, el mal estat de les bigues de fusta, afectades per tèrmits, va obligar a reforçar-las amb bigues de ferro. L'antic celler és molt espaiós i tenia cups, botes i premsa, mentre que al graner es conservaven algunes sitges.